# Caffenol

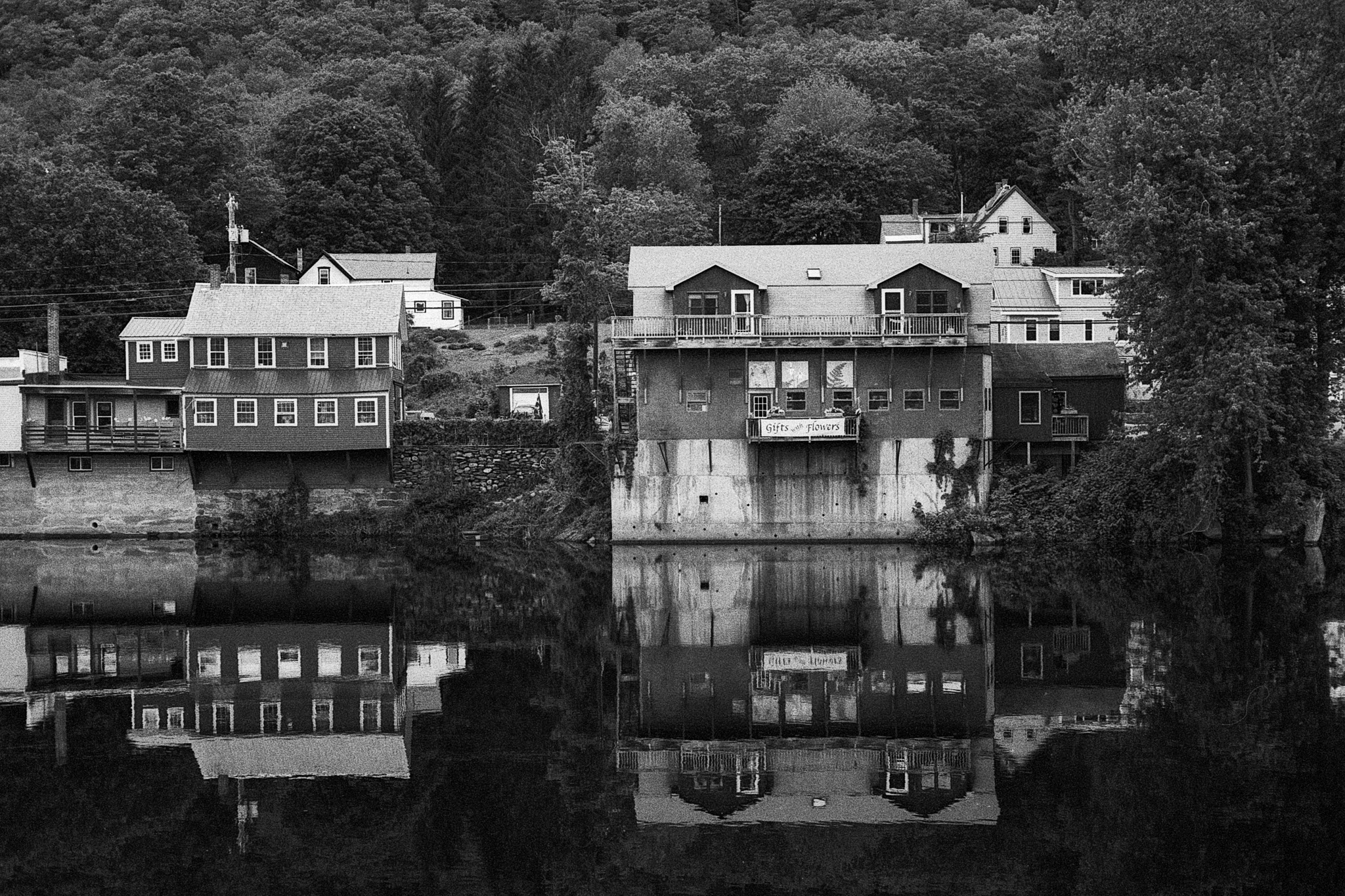
Zdjęcie z filmu 35 mm wywołanego w Caffenolu

Caffenol jest alternatywnym wywoływaczem filmu fotograficznego (zarówno kolorowego jak i czarno-białego). Podstawowymi składnikami tego wywoływacza są fenole, węglan sodu oraz Witamina C.
Obecnie znaleźć można wiele różnych receptur bazujących na Caffenolu, jednakże wszystkie z nich są oparte na roztworze zawierającym kwas kawowy (pochodzący najczęściej z zaparzonej kawy), oraz regulator pH, którym najczęściej jest węglan sodu.   

## Historia
Klasa Technologii Chemii Fotografii na RIT w 1995 r. pod przewodnictwem dr. Scotta Williamsa opracowała metodę wywoływania filmu fotograficznego przy użyciu standardowych artykułów gospodarstwa domowego. Przetestowali oni mieszaniny herbaty i kawy w połączeniu z różnymi środkami (aby zrównoważyć pH) by finalnie otrzymać w pełni wywołany film gotowy do skanowania lub przygotowania odbitek. Chociaż grupa badawcza nie nazwała swojego wywoływacza „Caffenol”, metody które później opracowali zostały właśnie tak nazwane przez środowisko fotografów amatorów. 

## Przykładowe składy
| Składnik            | Ilość                  |
| ------------------- | ---------------------- |
| Kawa                | 2 łyżeczki             |
| Soda oczyszczona    | 2 łyżeczki             |
| Woda                | 352 ml                 |
| Wodorotlenek potasu | 1 łyżeczka (do pH 9.0) |

| Składnik      | Ilość      |
| ------------- | ---------- |
| Węglan sodu   | 54 g       |
| Witamina C    | 16 g       |
| Bromek potasu | n.d.       |
| Kawa          | 40 g       |
| Woda          | do 1 litra |

| Składnik      | Ilość      |
| ------------- | ---------- |
| Węglan sodu   | 54 g       |
| Witamina C    | 16 g       |
| Bromek potasu | 1 g        |
| Kawa          | 40 g       |
| Woda          | do 1 litra |

| Składnik      | Ilość      |
| ------------- | ---------- |
| Węglan sodu   | 16 g       |
| Witamina C    | 10 g       |
| Bromek potasu | 1 g        |
| Kawa          | 40 g       |
| Woda          | do 1 litra |